# General Caballero (Asunción)
General Caballero es un populoso barrio de la ciudad de Asunción, capital de la República del Paraguay.

## Historia
Barrio conocido anteriormente como Pinozá y luego Bernardino Caballero. Fue después de la guerra del Chaco cuando se efectuaron las grandes ocupaciones en la zona.
Esta zona pertenecía a una familia francesa, que después de las ocupaciones la donó al Estado Paraguayo y ésta a su vez la traspasó a la Municipalidad de Asunción. En varias oportunidades el gobierno intentó desalojar a los ocupantes del Mundo Aparte.
En una ocasión, un sacerdote se puso delante de los tractores que tenían que echar las casas y logró que los militares retrocedieran. De ahí en más los vecinos se organizaron para defender sus ocupaciones

## Características
Es una zona alta y plana sin grandes desniveles. Una gran parte ocupan los militares, especialmente sobre Mariscal López. La zona comercial está sobre la avenida Doctor Eusebio Ayala.
La utilización de veredas para la exposición de artículos para la venta causa ciertas complicaciones a los peatones. Unas 23 hectáreas ocupan las familias de Nuestra Señora del Carmen,Cambala, Mundo Aparte.

## Geografía
Situado en la ciudad de Asunción, capital del Paraguay, en el Departamento Central de la Región Oriental, dentro de la bahía del Río Paraguay.

## Clima
La temperatura media es de 28 °C en el verano y 17 °C en el invierno, clima subtropical. Vientos predominantes del norte y sur. El promedio anual de precipitaciones es de 1700 mm

## Superficie
El barrio tiene una extensión de 0.90 km². 

## Límites
- Al norte con el Barrio Mariscal Francisco Solano López.
- Al sur con el barrio Pinozá.
- Al oeste con el barrio Ciudad Nueva.
- Al este el barrio Mburicaó.

Sus límites son las avenidas Mariscal López, Juscelino Kubitschek, Eusebio Ayala y General Máximo Santos.

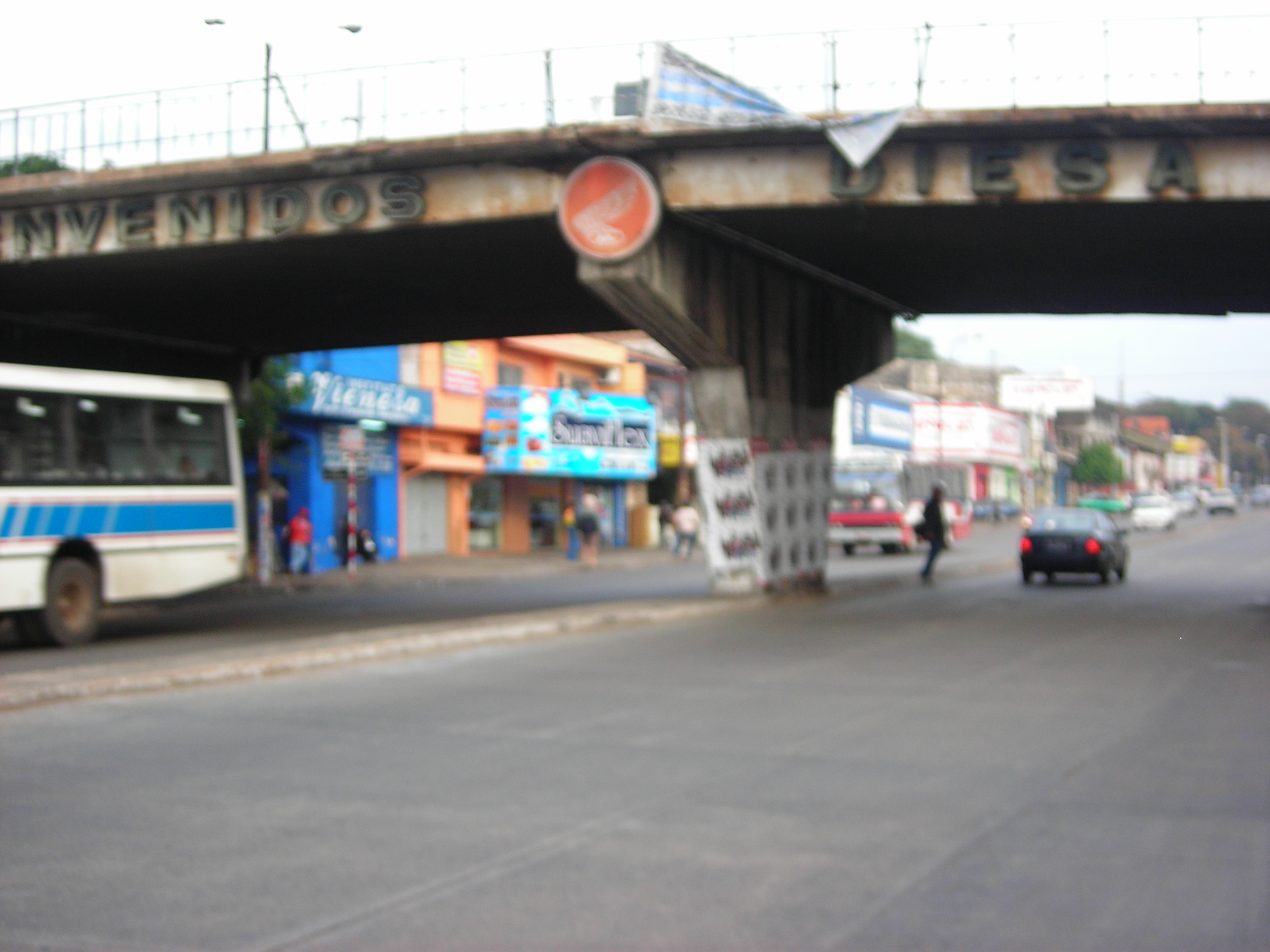
Avda. Eusebio Ayala.

Vea la ubicación exacta del Barrio en Google maps

## Transporte
Como medio de transporte público son las líneas 1, 2, 6, 7, 10, 11, 12, 15-4, 19, 21, 25, 26, 27, 28, 29, 30, 31, 34, 36, 41, 45, 47, 48, 52, 56, 88, 96, 133 y 220

## Medios de Comunicación
Las avenidas Dr. Eusebio Ayala, General Maximino Santos, Mariscal López, Juscelino Kubitschek y las calles Cerro Corá y Teniente Fariña son las principales vías de comunicación. La mayoría cuenta con pavimento pétreo y asfáltico. 
En la zona de nuestra Señora del Carmen (más conocido como Mundo Aparte o Cambalá entre sus habitantes) se cuenta con varias calles angostas y con calzadas de tierras.
Operan cuatro canales de televisión abiertos y varias empresas que emiten señales por cable. Se conectan con veinte emisoras de radio que transmiten en frecuencias AM y FM. 
Cuenta con los servicios telefónicos de Copaco y los de telefonía celular, además cuenta con varios medios de comunicación y a todos los lugares llegan los diarios capitalinos.

## Población
El barrio cuenta con 7.350 habitantes aproximadamente de los cuales 46% son hombres y el 54% son mujeres. La densidad es de 8.252 habitantes por km².

## Demografía
Existen aproximadamente 1.715 viviendas. La mayoría corresponde al tipo estándar y económico, con la excepción de las casas de Nuestra Señora del Carmen que en su mayoría son precarias. 
Los servicios de energía eléctrica y agua potable cubren el 100% de las viviendas. El servicio de recolección de residuos sólidos se realiza tres veces a la semana, salvo en el sector de Nuestra Señora del Carmen que a causa de los pasillos angostos, tiene un servicio deficiente.
En materia sanitaria existen en el barrio un hospital que cubre diversas especialidades médicas.
En el barrio las principales profesiones de los pobladores son: comerciantes, empleados, funcionarios públicos, zapateros, carpinteros, constructores, obreros, empleadas domésticas, amas de casa, docentes, estudiantes y periodistas.

## Principales problemas del barrio
- Hacinamiento y desocupación.
- Insalubridad, ruidos molestos de la sub-seccional colorada N.º 9. Ocupación irregular de terrenos. Los jefes de familias parcelan sus propiedades a favor de sus parientes, amigos o conocidos.

## Instituciones y Organizaciones
Comisiones vecinales
Existe una comisión vecinal Nuestra Señora del Carmen cuyo objetivo es la regularización de la tenencia de tierra.
Cooperativas
- Cooperativas Virgen del Carmen
- Cooperativa CEFOCADES

### No Gubernamentales
Religiosas
- Católicas parroquia Virgen del Carmen Emergencia Nacional.

Educativas

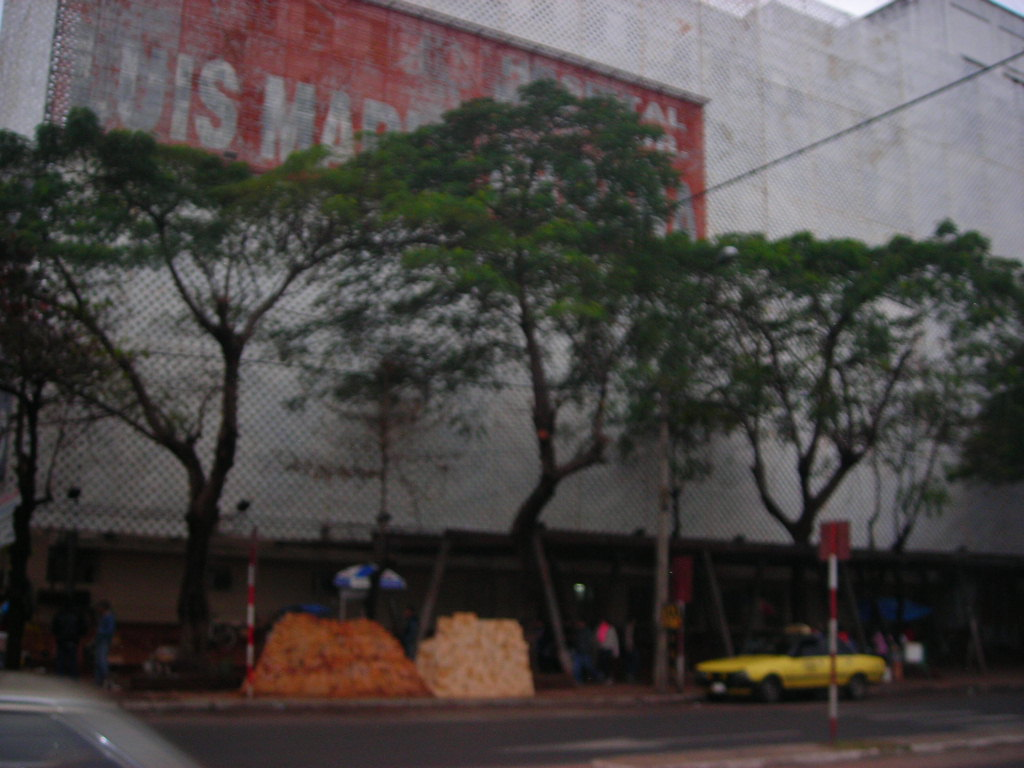
Emergencia Nacional.

- Colegio Nuestra Señora del Carmen.
- Colegio Nuestra Señora del Rosario.

### Gubernamentales
Municipales:
- Base de Tránsito N° 2 P.M.T.

Sanitarias:
- Emergencia Nacional

Educativas:
- Escuela y Colegio General Máximo Santos
- Colegio Nacional República de Colombia